# Чжоуцюйсоертоу
ГЕС Чжоуцюйсоертоу (舟曲锁儿头水电站) — гідроелектростанція в центральній частині Китаю у провінції Ганьсу. Входить до складу каскаду на річці Байлун, правій притоці Цзялін, яка в свою чергу є лівою притокою Цзіньша (верхня течія Янцзи).
У межах проекту річку перекрили бетонною водозабірною греблею, яка утримує невелике водосховище з припустимим коливанням рівня поверхні під час операційної діяльності між позначками 1382 та 1383 метри НРМ.
Зі сховища через правобережний гірський масив прокладено дериваційний тунель завдовжки приблизно 2,5 км, який подає ресурс до наземного машинного залу. Тут встановлено три турбіни типу Френсіс потужністю по 22 МВт, котрі використовують напір від 51 до 59 метрів (номінальний напір 53 метри) та забезпечують виробництво 294 млн кВт-год електроенергії на рік.